# Parinari capensis
Parinari capensis là một loài thực vật có hoa trong họ Cám. Loài này được Harv. mô tả khoa học đầu tiên năm 1862.